# Залуччя (Чортківський район)
Залу́ччя — село в Україні, у Скала-Подільській селищній громаді Чортківського району Тернопільської області. Населення — 225 осіб (2003).

## Географія
Залуччя розкинулось на правому березі річки Збруч, на сході району. Розташоване на відстані 362 км від Києва, 101 км — від обласного центру міста Тернополя та 15 км від міста Борщів.

### Клімат
Залуччя знаходяться в межах вологого континентального клімату із теплим літом, але діяльність людини призводить до поганих змін та глобального потепління. Рівень наповнення річок водою в області становить лише 20 % від необхідного стандарту.

## Історія
На території Залуччя виявлено скарб римських монет.
Діяли товариства «Просвіта», «Луг», «Сільський господар», кооператива.
У 1940-1941, 1944-1959 роках село належало до Скала-Подільського району Тернопільської області. З ліквідацією району 1959 року увійшло до складу Борщівського району.
З 1947 року мешканці села зазнали каральної акції операції «Захід».
З 24 серпня 1991 року село входить до складу незалежної України.
До 2015 у складі  — Ниврянська сільська рада.
Від вересня 2015 року ввійшло у склад Скала-Подільської селищної громади.
12 червня 2020 року, відповідно до розпорядження Кабінету Міністрів України № 724-р «Про визначення адміністративних центрів та затвердження територій територіальних громад Тернопільської області» увійшло до складу Скала-Подільської селищної громади.
19 липня 2020 року, в результаті адміністративно-територіальної реформи та ліквідації Борщівського району, село увійшло до складу новоутвореного Чортківського району.

## Населення

### Мова
Розподіл населення за рідною мовою за даними перепису 2001 року:
| Мова       | Кількість | Відсоток |
| ---------- | --------- | -------- |
| українська | 224       | 100%     |

## Релігія
- церква святого архистратига Михаїла (1709, мурована, УГКЦ).

## Пам'ятники
- споруджено пам'ятник полеглим у німецько-радянській війні воїнам-односельцям (1968)
- встановлено пам'ятний хрест на честь скасування панщини
- насипана могила Січовим Стрільцям (1925)

## Соціальна сфера
Діють загальноосвітня школа І ступеня, клуб, бібліотека, ФАП.

## Відомі люди
- Приведа Петро Васильович — військовослужбовець добровольчого батальйону патрульної служби поліції особливого призначення «Тернопіль»[7].

Стасюк Руслан Миколайович 
Громадський діяч 
Військовий волонтер 
Очільник руху військових волонтерів голова ГО «Тернопільська сотня 12»відзначений нагородами від передових штурмових підрозділів таких як 
5 ОШБ
3 ОШБ
Та інші🇺🇦

## Охорона природи
Село межує з національним природним парком «Подільські Товтри».

## Галерея

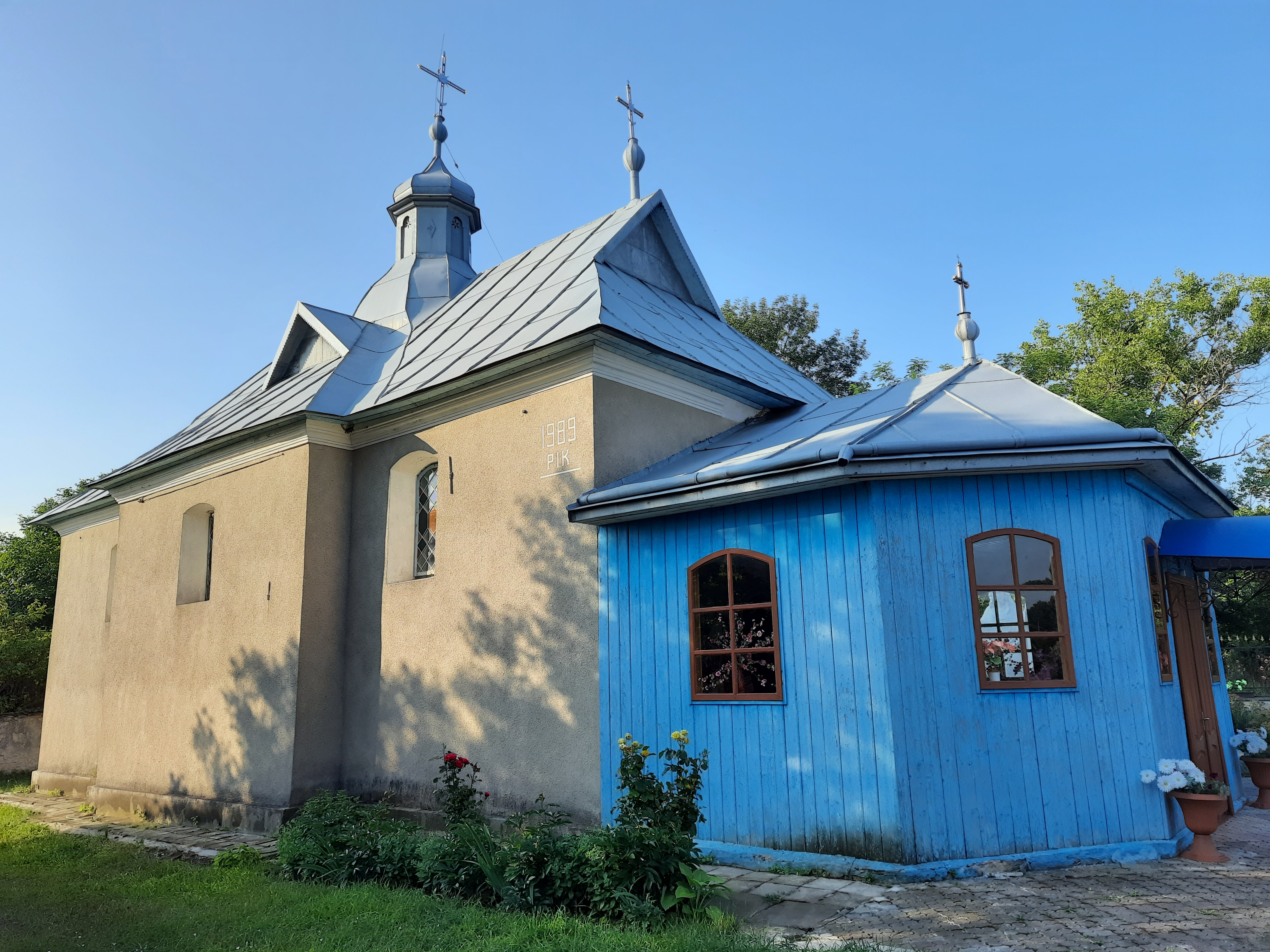
Церква святого Михаїла (1709)
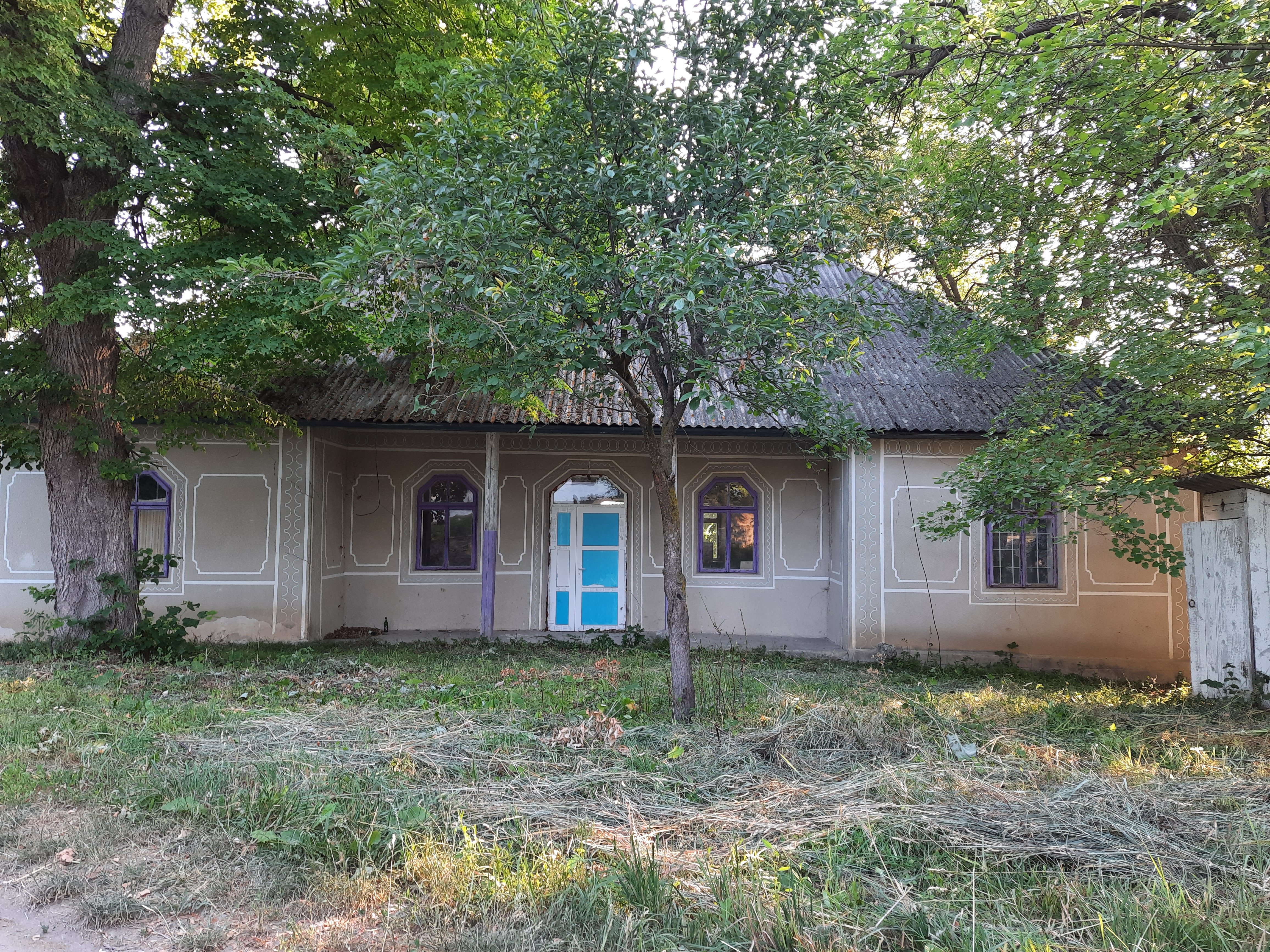
Сільський клуб
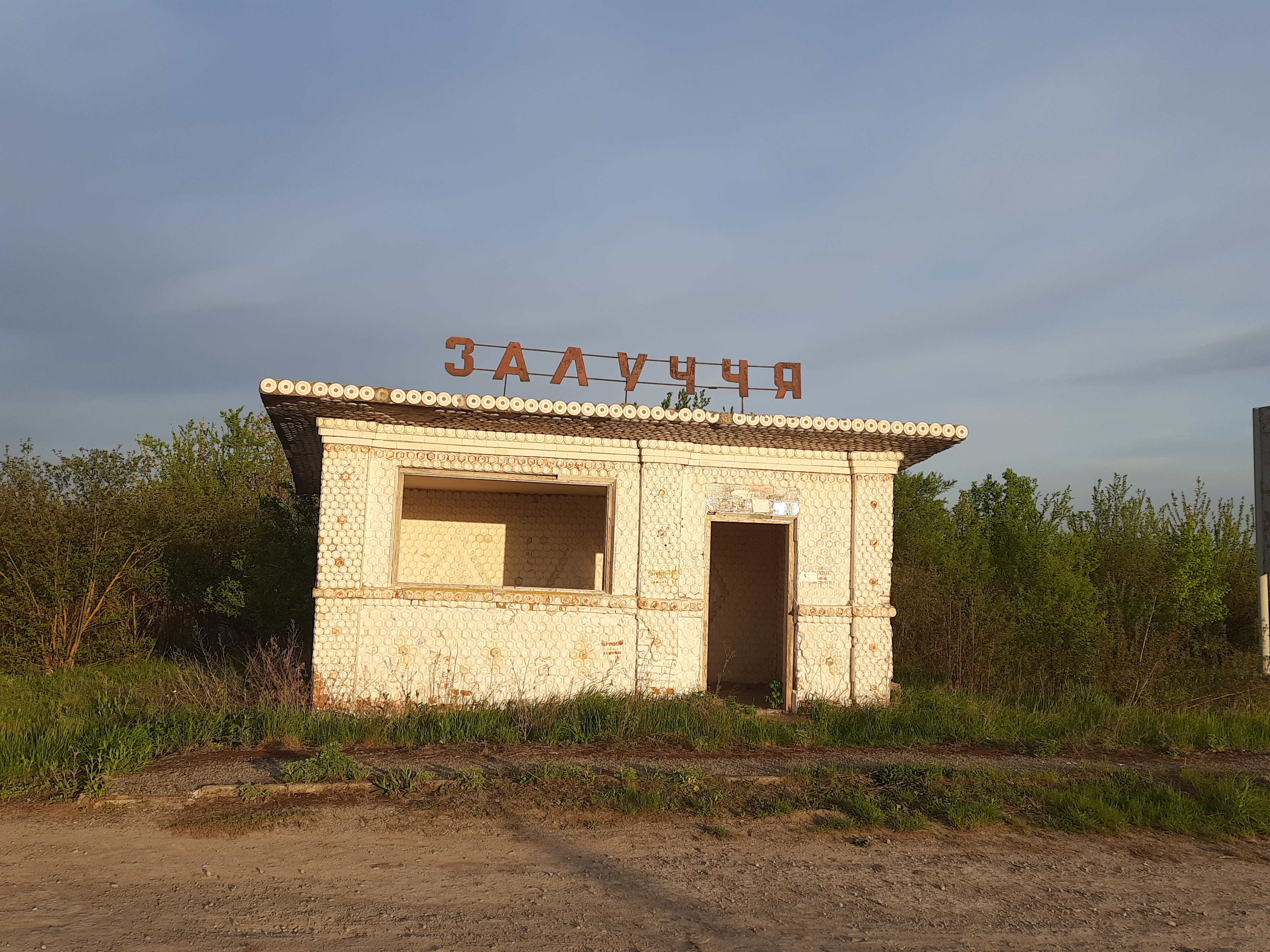
Автобусна зупинка неподалік села